# Kilhi+Ice
Kilhi+Ice was een Japans darkwaveduo met invloeden van EBM en rock.
De groep werd in 1995 opgericht door leadzangeres Tara Chan, die eerder lid was van een meidenrockgroep en (bas)gitarist Uni. Beiden bespelen ook synthesizers en samplers. De groep werd met name bekend in de undergroundscene.
In 1995 werd een democassette uitgebracht en in 1997 het debuutalbum Le 7e Art op een klein sublabel, maar zelf geproduceerd en gepromoot.
In 1998 volgde het album Keep Cool en als laatste plaat werd in 1999 het mini-album Analogue Fortune uitgegeven. In 2001 kwam de VHS-band Dead Leaves uit.